# Nycteris major
Nycteris major es una especie de murciélago de la familia Nycteridae.

## Distribución geográfica
Se encuentra en África occidental y África Central Liberia Guinea Costa de Marfil, Camerún República Centroafricana República Democrática del Congo y Zambia.